# Oulches-la-Vallée-Foulon
Oulches-la-Vallée-Foulon – miejscowość i gmina we Francji, w regionie Hauts-de-France, w departamencie Aisne.
Według danych na styczeń 2014 roku gminę zamieszkiwało 75 osób, a gęstość zaludnienia wynosiła 16,9 osób/km².